# Buslijn K (Haaglanden)
Buslijn K was driemaal een buslijn van de HTM in de regio Haaglanden, in de Nederlandse provincie Zuid-Holland.

## Geschiedenis
1927-1928
- 1 januari 1927: De eerste instelling van lijn K vond plaats op het traject Plein - Nachtegaalplein. De lijnkleur was groen. Lijn K reed onder andere over het krappe Westeinde, alwaar vóór die tijd in beide richtingen trams reden.
- 1 mei 1928: Lijn K werd opgeheven. Het traject werd voortaan bediend door de nieuw ingestelde tramlijnen 20 (vanaf 1 mei 1928) en 21 (vanaf 3 december 1928).

1931-1932
- 15 september 1931: De tweede instelling van lijn K vond plaats op het traject Jonckbloetplein - Torenstraat. De lijnkleur was bruin.
- 30 april 1932: Lijn K werd opgeheven. Het traject werd voortaan bediend door lijn T.

1937-1955

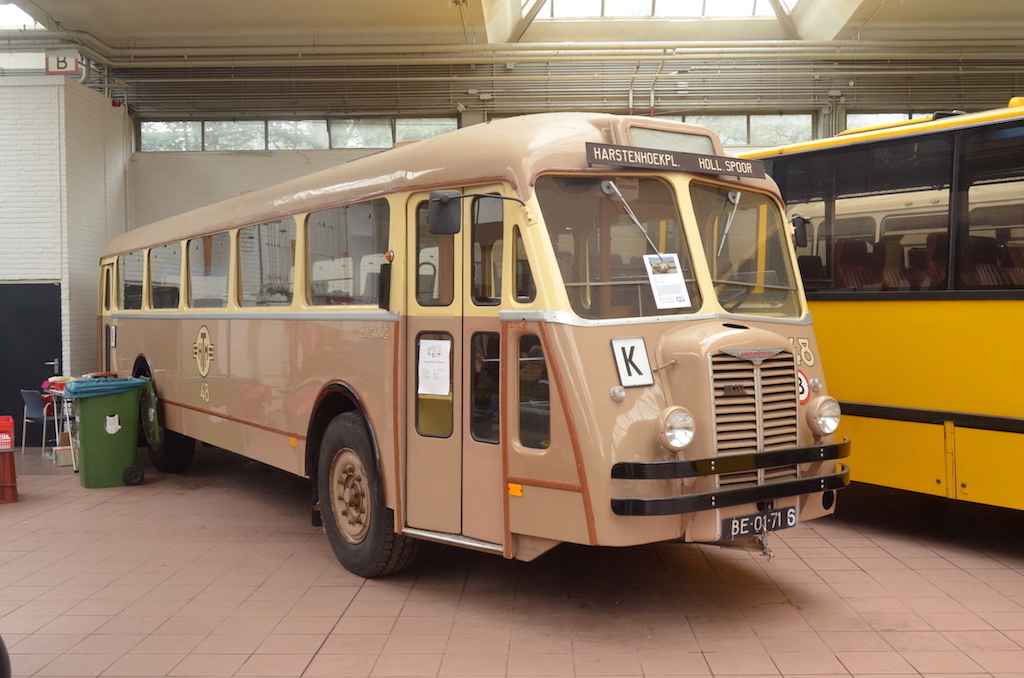
Museumbus 48 als lijn K in 2016

- 15 oktober 1937: De derde instelling van lijn K vond plaats op het traject Hollands Spoor - Harstenhoekplein. De lijnkleur was zwart.
- Tussen 10 en 15 mei 1940 reed lijn K niet vanwege de Duitse inval.
- 22 mei 1940: Lijn K werd opgeheven vanwege gebrek aan brandstof, veroorzaakt door oorlogsomstandigheden.
- 11 maart 1946: De dienst op lijn K werd hervat.
- 11 oktober 1948: Het eindpunt Harstenhoekplein werd verlegd naar station Scheveningen.
- 31 januari 1949: Het eindpunt station Scheveningen werd weer teruggebracht naar het Harstenhoekplein.
- 31 oktober 1955: Lijn K werd opgeheven in het kader van de wijziging van alle Haagse buslijnnummers van letters in cijfers. Het traject werd overgenomen door lijn 22.